# Габленц, Эккарт фон
Барон Эккард фон Га́бленц (нем. Eccard Freiherr von Gablenz; 26 января 1891, Кёнигсберг — 17 декабря 1978, Райнбах) — германский военачальник, генерал-лейтенант (1940), командир нескольких дивизий в годы Второй мировой войны. Кавалер Рыцарского креста Железного креста (1940).

## Биография
Барон фон Габленц начал службу фанен-юнкером в 1-м гвардейском гренадерском полку имени императора Александра, 20 августа 1909 года произведён в лейтенанты. Служил офицером в генеральном штабе сухопутных войск во время Первой мировой войны. После окончания войны произведён в капитаны рейхсвера и стал командиром роты 9-го прусского (потсдамского) пехотного полка, также занимал пост офицера генерального штаба в министерстве обороны.
1 января 1929 года фон Габленц был произведён в майоры и стал командиром 3-го батальона полка. С 1 декабря 1935 по 23 ноября 1938 года командовал 18-м падернборским пехотным полком. 1 августа 1938 года произведён в генерал-майоры и стал командиром 5-го военного округа в Дрездене. В годы Второй мировой войны командовал пятью разными дивизиями: 32-й, 7-й, 384-й, 404-й и 232-й. По окончании Французской кампании 1 августа 1940 года получил звание генерал-лейтенанта, 15 августа 1940 года — Рыцарский крест Железного креста.
В начале войны против СССР командовал своей 7-й пехотной дивизией в составе 7-го армейского корпуса группы армий «Центр» в Белостокско-Минском сражении, Смоленском сражении, участвовал в штурме Могилёва и разгроме советской 28-й армии под Рославлем. 
Во время битвы за Москву командовал сначала своей 7-й пехотной дивизией, с 23 декабря 1941 года — 27-м армейским корпусом, но уже 3 января 1942 года отстранён от командования после отказа исполнять приказы Гитлера об удерживании позиций.
В декабре 1942 года фон Габленц, будучи командиром 384-й пехотной дивизии, участвовал в Сталинградской битве. По свидетельствам современников, одним из близких друзей фон Габленца был фельдмаршал Фридрих Паулюс. Габленц занимал некоторое время пост 1-го адъютанта в 6-й армии вместо полковника Вильгельма Адама. В разгар битвы фон Габленц успел покинуть Сталинград, но его 384-я дивизия осталась в кольце окружения и была разгромлена.
После Сталинградской битвы фон Габленц участвовал в боях на Итальянском театре военных действий, в том числе в битве под Монте-Кассино.

## Награды
- Железный крест (1914) 2-го и 1-го класса (королевство Пруссия)
- Австро-венгерский крест «За военные заслуги» III класса с украшением[4]
- Почётный крест Первой мировой войны 1914/1918 с мечами (нацистская Германия)
- Пряжка к Железному кресту (1939) 2-го и 1-го класса
- Рыцарский крест Железного креста (15 августа 1940)[5][6]
- Медаль «За зимнюю кампанию на Востоке 1941-1942»